# Urchin EP
Urchin EP è il quarto EP del gruppo musicale Nothing but Thieves, pubblicato il 16 ottobre 2015 dalla Sony Music e dalla RCA Records.

## Descrizione
Reso disponibile esclusivamente per HMV, il disco contiene quattro brani tratti dall'album di debutto Nothing but Thieves riarrangiati in chiave acustica.
Il 24 giugno 2022 l'EP è stato reso disponibile anche per il download digitale e lo streaming.

## Tracce
Testi e musiche di Joseph Langridge-Brown, Dominic Craik e Conor Mason.
1. Itch (II) – 3:11 (Joseph Langridge-Brown, Dominic Craik, Conor Mason, Larry Hibbit)
2. Excuse Me (II) – 4:02 (Joseph Langridge-Brown, Dominic Craik, Conor Mason, Julian Emery, Jim Irvin)
3. If I Get High (II) – 3:25 (Joseph Langridge-Brown, Dominic Craik, Conor Mason)
4. Ban All the Music (II) – 2:57 (Joseph Langridge-Brown, Dominic Craik, Conor Mason)

## Formazione
Gruppo
- Conor Mason – voce, percussioni (tracce 1 e 2)
- Joseph Langridge-Brown – chitarra (eccetto traccia 2), percussioni (eccetto traccia 3), basso e cori (traccia 2)
- Dominic Craik – chitarra (eccetto traccia 2), tastiera, percussioni (eccetto traccia 3)

Produzione
- Nothing but Thieves – produzione
- Dan Cox – ingegneria del suono
- Dominic Craik – missaggio
- Robin Schmidt – mastering